# Giovanni Battista Odierna
Giovanni Battista Odierna, también conocido como Giovan Battista Hodierna (Ragusa, Sicilia, 13 de abril de 1597-Palma di Montechiaro, 6 de abril de 1660), fue astrónomo, arquitecto y sacerdote italiano. 
Alumno de la escuela galileana, Odierna fue un importante científico, que cursó también estudios de botánica, matemática y óptica. Tuvo contacto con diferentes científicos de la época, entre ellos el astrónomo Christiaan Huygens. 
Fueron numerosos los descubrimientos que hizo en el campo de la astronomía recogidos en "De admirando Coeli Characteribus" (Palermo, 1654) primera catalogación sistemática de los objetos celestes no estelares. Sus descubrimientos permanecieron desconocidas hasta el siglo XX, posiblemente debido a que Sicilia era excesivamente lejana y aislada en la época respecto al resto de Europa.
Hodierna fue prolífico en publicaciones, y sus intereses abarcaron diversas disciplinas. Además de sus observaciones astronómicas, utilizó microscopios ópticos para estudiar insectos, publicando sobre el ojo multifacético de las moscas y que, en las colonias de abejas, solo la reina es ovípara.
Proyectó y dirigió la realización de la ciudad de Palma di Montechiaro (Sicilia) fundada en 1637.

## Eponimia
El asteroide (21047) Hodierna fue nombrado así por este astrónomo.